# Leptogenys grandidieri
Leptogenys grandidieri es una especie de hormiga del género Leptogenys, subfamilia Ponerinae.

## Taxonomía
Esta especie fue descrita científicamente por Forel en 1910.